# Biserica Adormirea Maicii Domnului din Zvoriștea

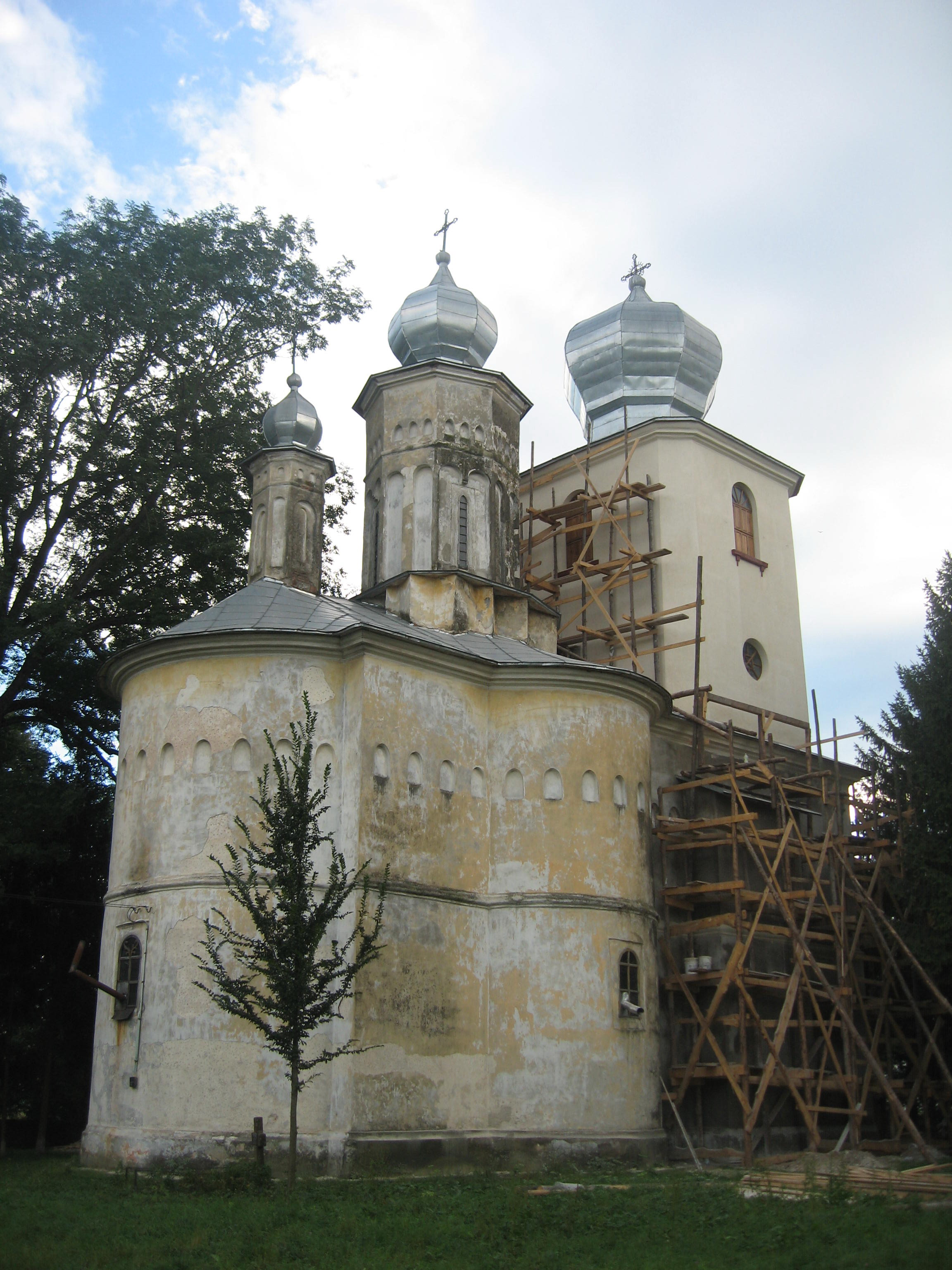
Biserica "Adormirea Maicii Domnului" din Zvoriștea

Biserica "Adormirea Maicii Domnului" din Zvoriștea este o biserică construită în anul 1782 în satul Zvoriștea din comuna omonimă (județul Suceava). 
Biserica "Adormirea Maicii Domnului" din Zvoriștea a fost inclusă pe Lista monumentelor istorice din județul Suceava din anul 2015, având codul de clasificare cod LMI SV-II-m-B-05677. 

## Istoric
Biserica „Adormirea Maicii Domnului” din Zvoriștea a fost ctitorită în anul 1782 de șetrarul Petru Cheșcu, fiind reparată în 1853 de prințul Alexandru C. Moruzi, care a refăcut catapeteasma.
Prințul Alexandru C. Moruzi (1805-1873) era strănepotul domnitorului Constantin Moruzi (1730-1787) și nepotul domnitorului Alexandru Moruzi (1754-1816). Tatăl său a fost marele dragoman Constantin Moruzi (1786-1821). El s-a căsătorit cu Pulcheria Rosetti-Răducanu, cu care a avut trei fiice:
- Eliza Moruzi (1835-1923) - căsătorită cu Trasivoulos Zaimis (1822-1880), prim-ministrul Greciei, și mamă a lui Alexandros Zaimis (1855-1936), președintele Greciei
- Aspazia Moruzi, contesă de Roma
- Zenaida Moruzi (1840-1909) - căsătorită cu Teodor Callimachi (1836-1894)

La această biserică au slujit strămoșii compozitorului George Enescu (1881-1955). Străbunicul său, Enea Galin, era originar din Siminicea și a venit la Zvoriștea unde a activat ca protopsalt (cântăreț) la biserica din localitate. Fiul său, preotul Gheorghe Enescu din Zvoriștea, a învățat psaltichia la Mănăstirea Vorona și a slujit 15 ani ca diacon și alți 37 ca preot. În copilărie, tânărul George Enescu venea de multe ori în vizită la Zvoriștea, participând la slujbele religioase săvârșite de bunicul său. O slujbă religioasă la care a participat aici pe când avea vârsta de 12 ani i-a rămas întipărită în memorie, compozitorul amintindu-și mai târziu: „Am luat parte la o slujbă săvârșită de bunicul și am rămas extaziat de frumusețea serviciului... Eram atât de transportat, încât mă închipuiam să văd dacă într-adevăr sunt lângă altar ... O așa slujbă bisericească n-am pomenit și o voi ține minte toată viața.”

## Morminte
În curtea bisericii din Zvoriștea a fost înmormântat prințul Alexandru C. Moruzi (1805-1873). Pe crucea de mormânt se află sculptat portretul său, iar pe placa funerară este stema familiei Moruzi. Monumentul a fost ridicat de fiicele sale: Eliza Zaimis (1835-1923), Aspazia Roma și Zenaida Callimachi (1840-1909). Pe crucea de mormânt sunt două inscripții: una în limba română și alta în limba greacă. Inscripția în limba română este următoarea: "Și am cugetat la poroncile tale care am iubit foarte și am rêdicat mânile mele cêtre poroncile tale pre care le am iubit și mê ândeletniceam ântru ândreptêrile tale. Lui Alexandru Constantin Muruzi nêscut la anul 1805 aug. 29 în Țarigrad + la anul 1873 april 25 în Foggia. Spre pomenirea sa Eliza Zaimis Aspazia Roma Zenaida Callimachi fiicile lui." Inscripția în limba greacă este următoarea: "ΕΝΘΑΔΑΙ ΚΕΙΤΑΙ Ο ΑΛΕΞΑΝΔΡΟΣ ΚΩΝΣΤΑΝΤΙΝΟΥ ΜΟΥΡΟΥΖΗΣ, ΓΕΝΝΗΘΗΣ ΕΝ ΚΩΝΣΤΑΝΤΙΝΟΥΠΟΠΟΛΕΙ ΚΘ ΑΥΓΟΥΣΤΟΥ ΑΩΕ ΚΑΙ ΑΠΟΒΙΩΣΑΣ ΕΝ ΦΩΤΖΙΑι ΤΗΣ ΙΤΑΛΙΑΣ ΚΕ ΑΠΡΙΛΙΟΥ ΑΩΟΓ'. ΑΛΕΞΑΝΔΡΩι ΜΟΥΡΟΥΖΗι ΤΟ ΣΗΜΑ ΤΟΔ ΗΓΕΙΡΟΝ ΕΥΣΕΒΕΙΣ ΘΥΓΑΤΕΡΕΣ ΗΝ Δ ΟΥΤΟΣ ΑΥΤΑΙΣ ΚΑΙ ΠΑΤΗΡ ΚΑΙ ΠΟΤΝΙΑ ΜΗΤΗΡ", în traducere "Aici zace Alexandros Mourouzis, fiul lui Konstantin Mourouzis, care s-a născut la Constantinopol la 29 august 1805 și a murit la Foggia în Italia la 25 aprilie 1873. Alexandros Mourouzis a fost pentru fiicele sale pioase un exemplu strălucit și le-a fost în același timp și tată și mamă grijulie."
De asemenea, aici se află mormântul preotului Gheorghe Enescu și al soției sale, Elena.

## Imagini

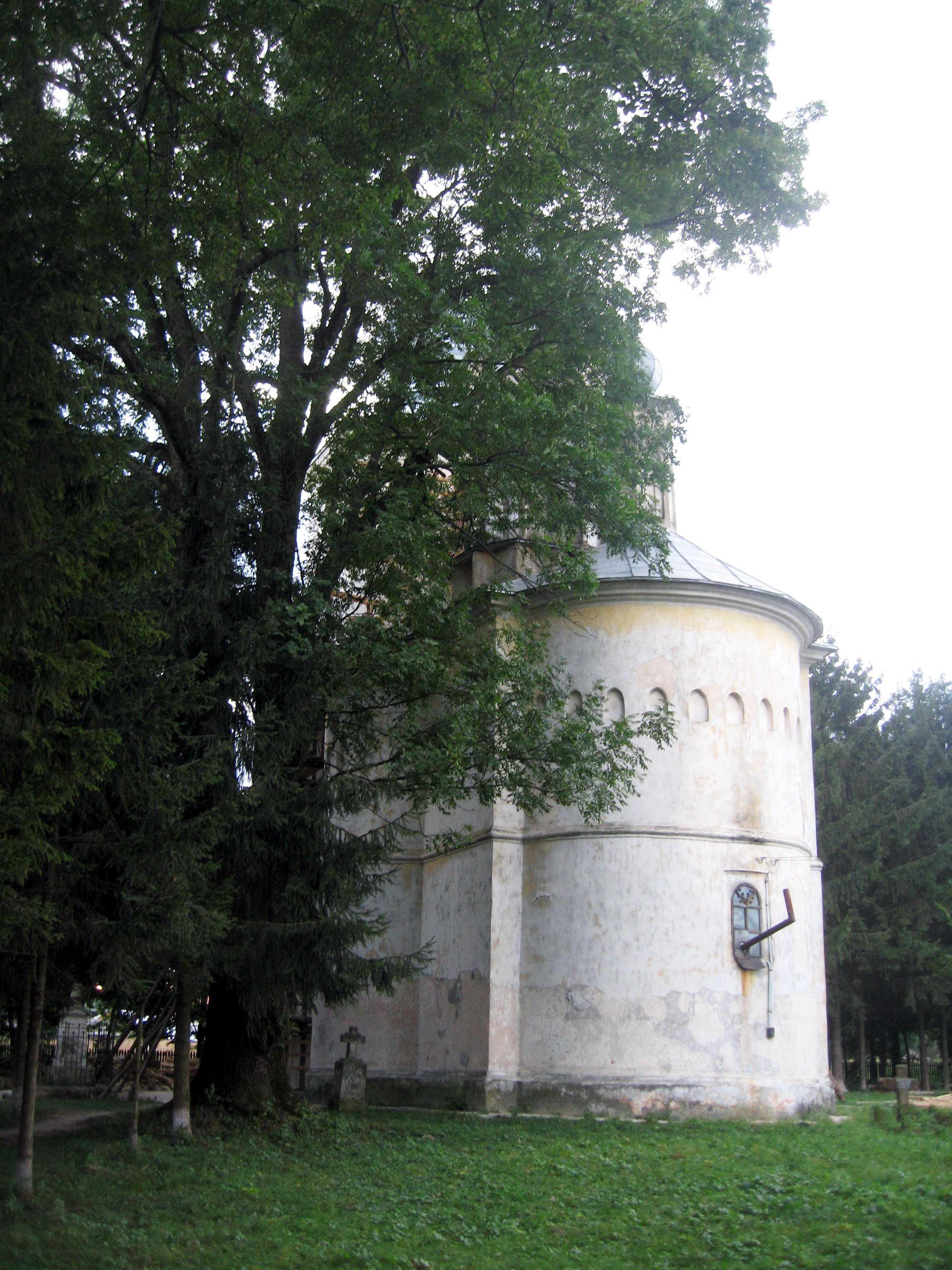
Biserica
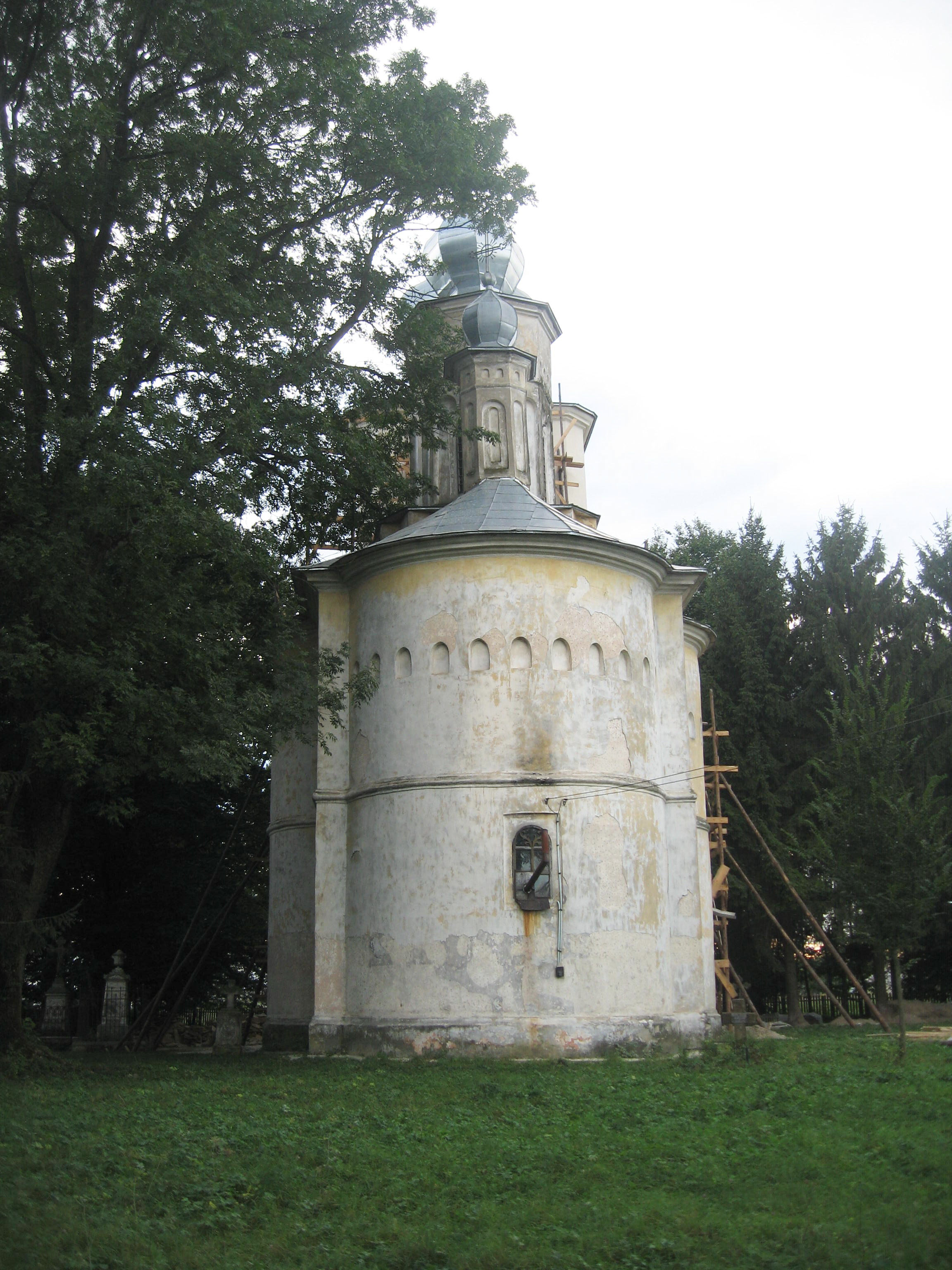
Absida altarului
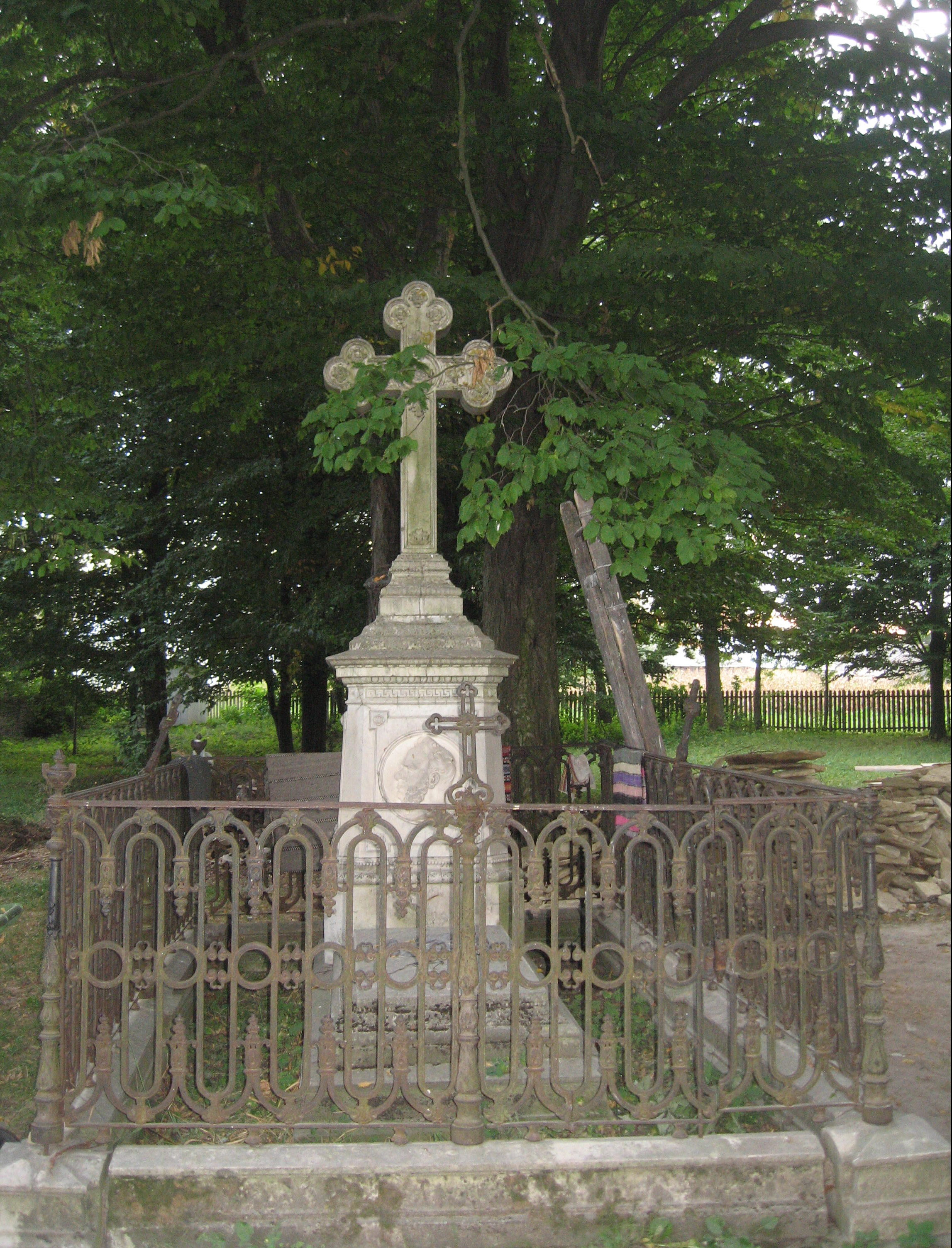
Mormântul prinţului Alexandru C. Moruzi
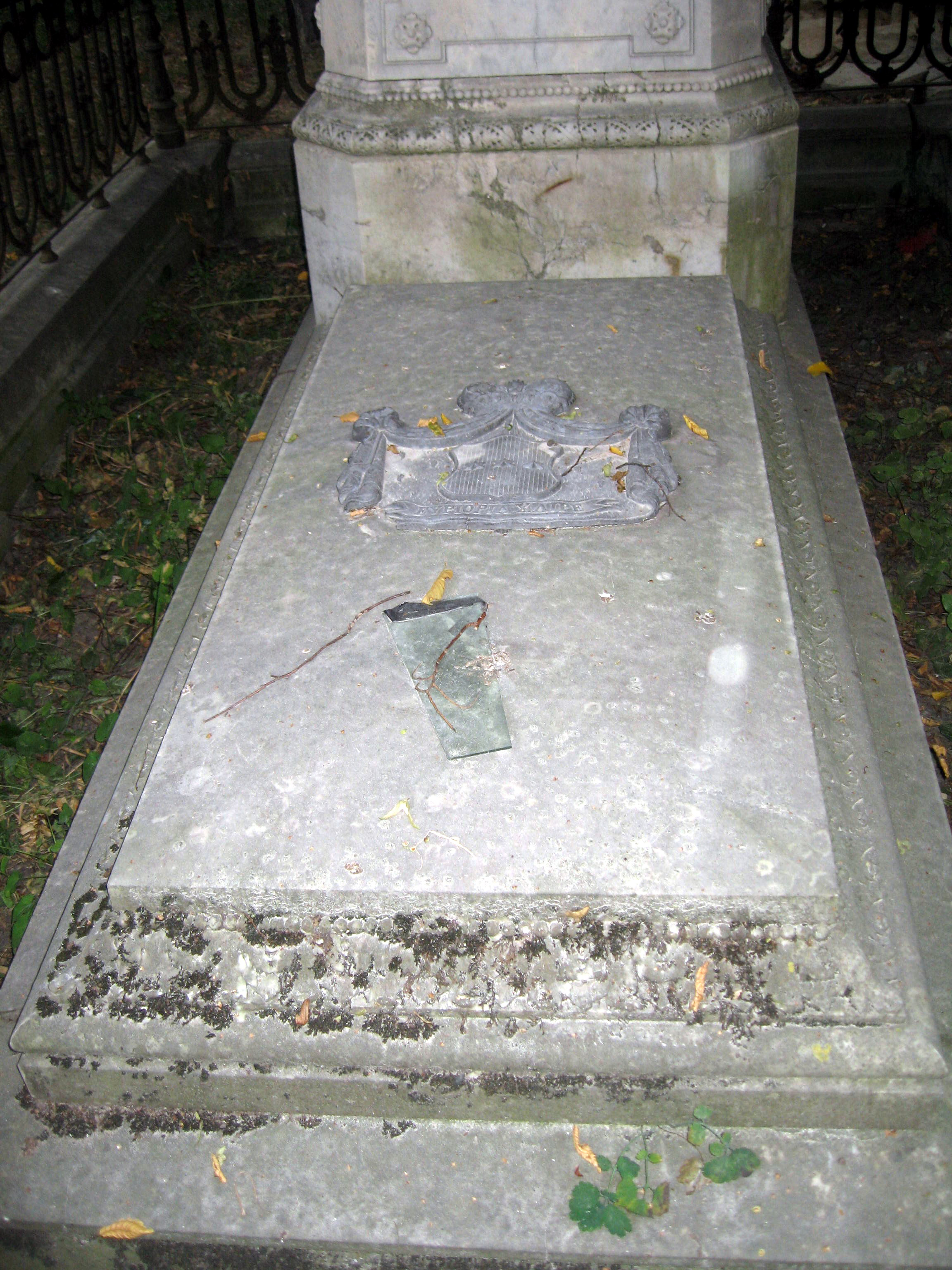
Blazonul familiei Moruzi pe piatra de mormânt a prinţului Alexandru C. Moruzi
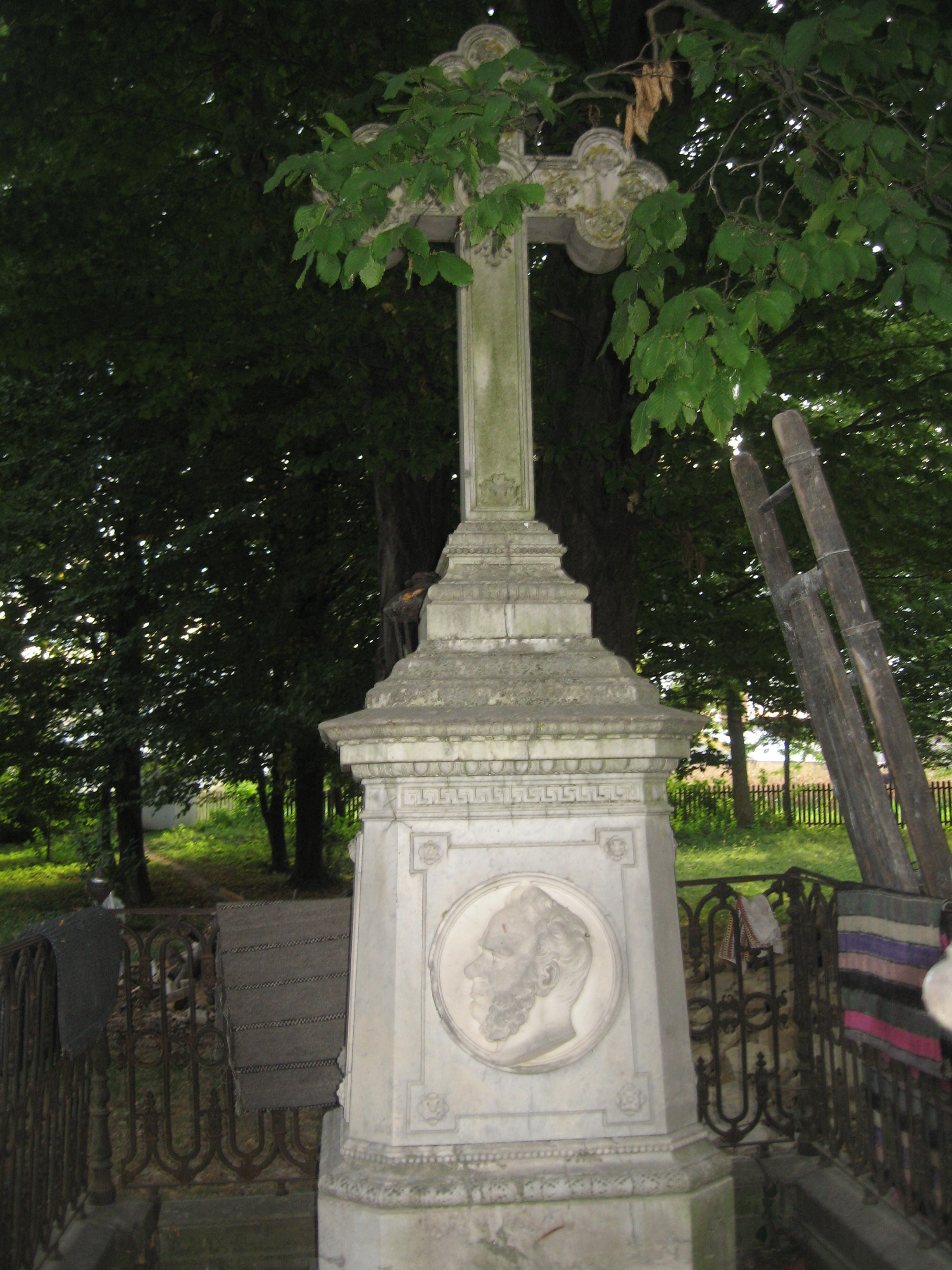
Portretul prinţului Alexandru C. Moruzi de pe monumentul funerar
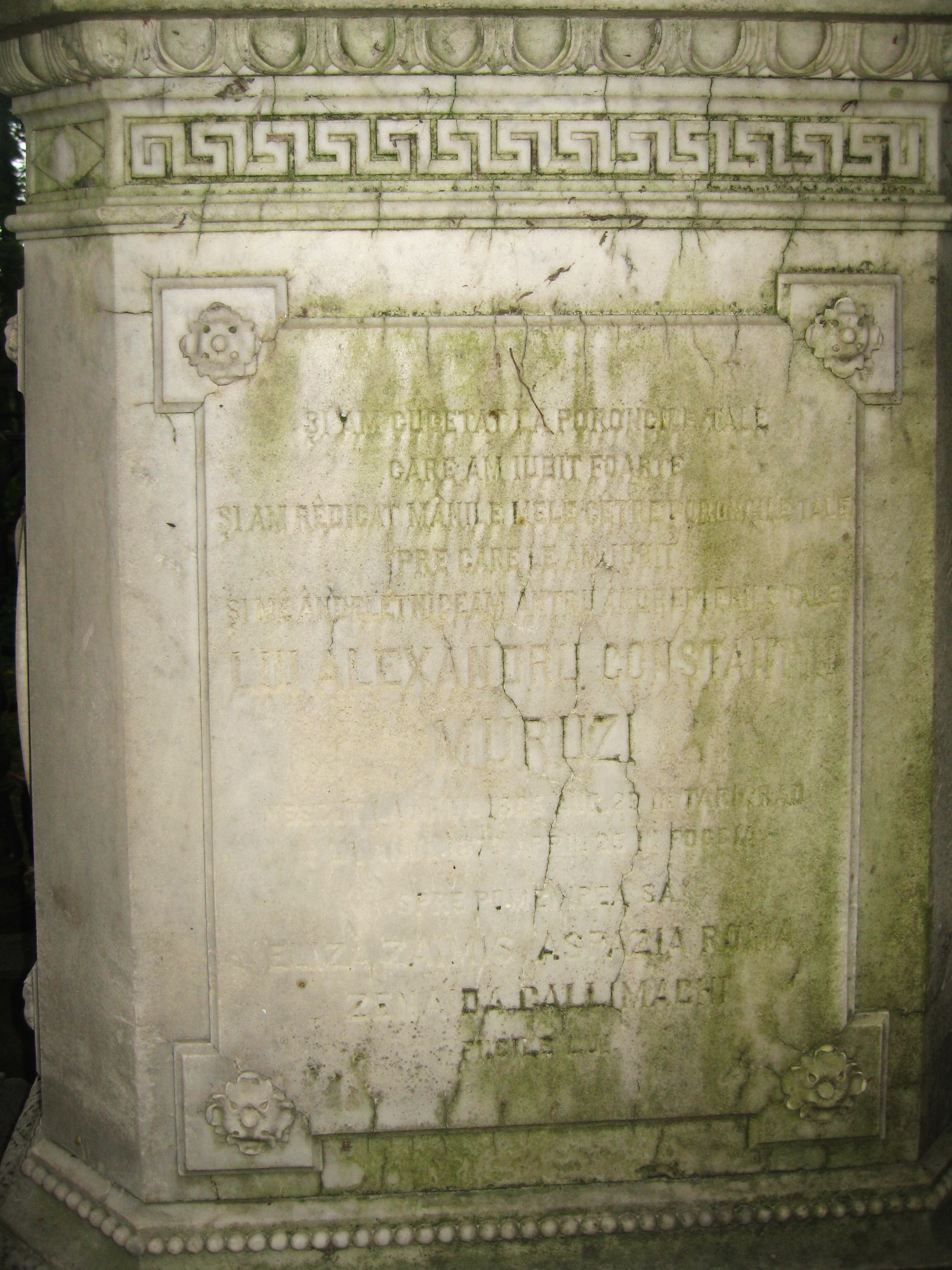
Inscripţia în limba română de pe crucea de mormânt a prinţului Alexandru C. Moruzi
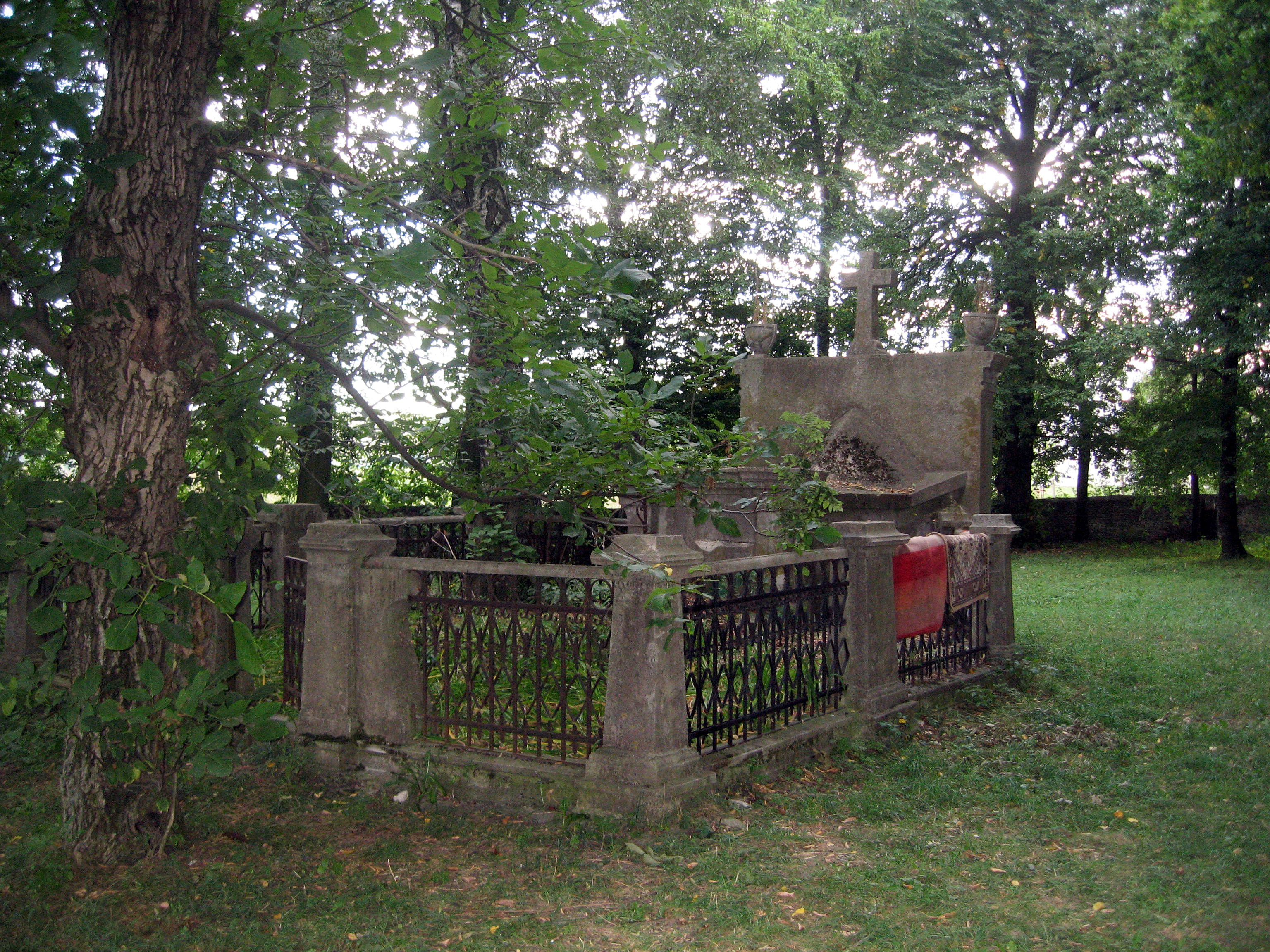
Cavou boieresc în curtea bisericii
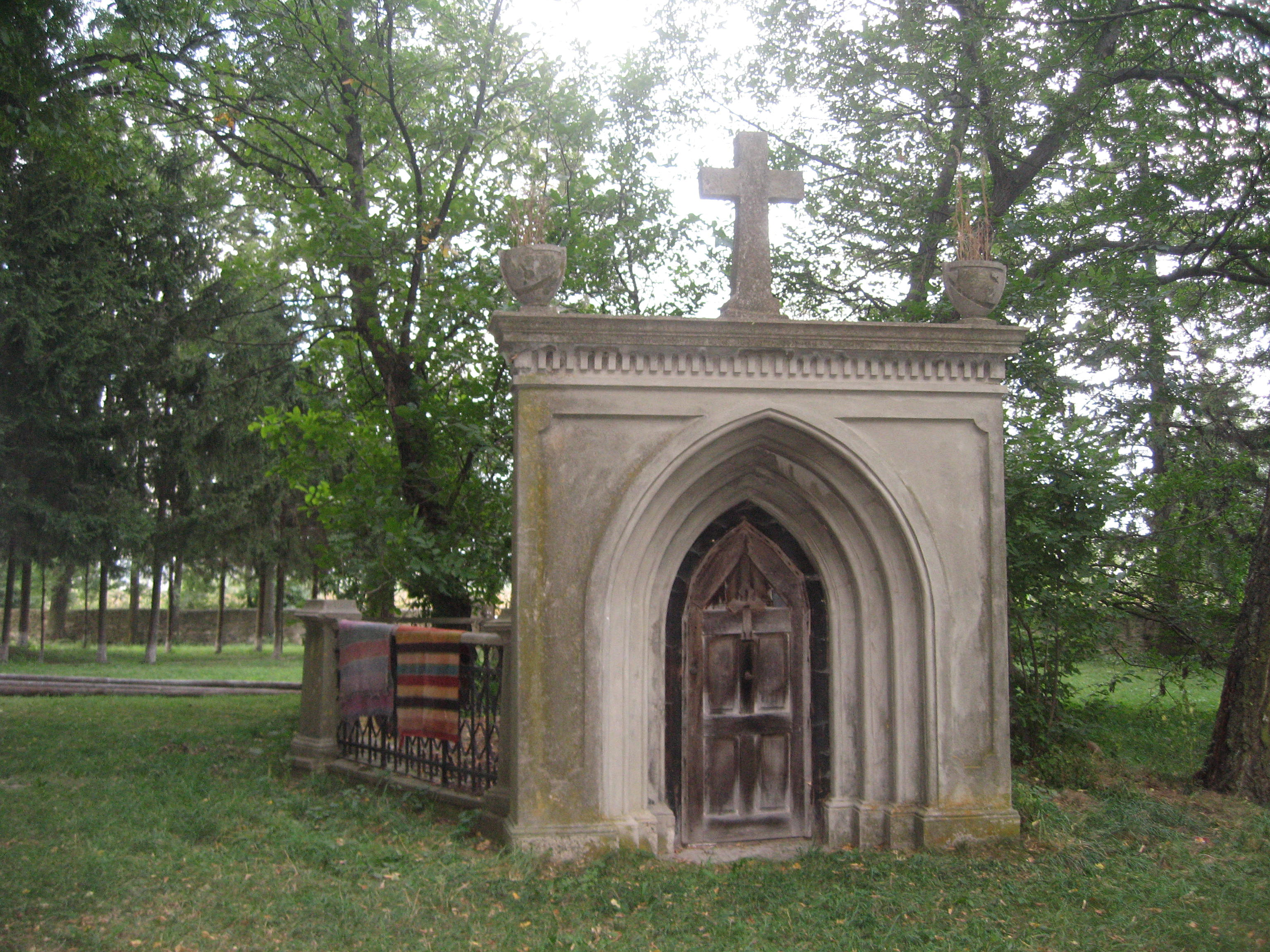
Intrarea în cavou
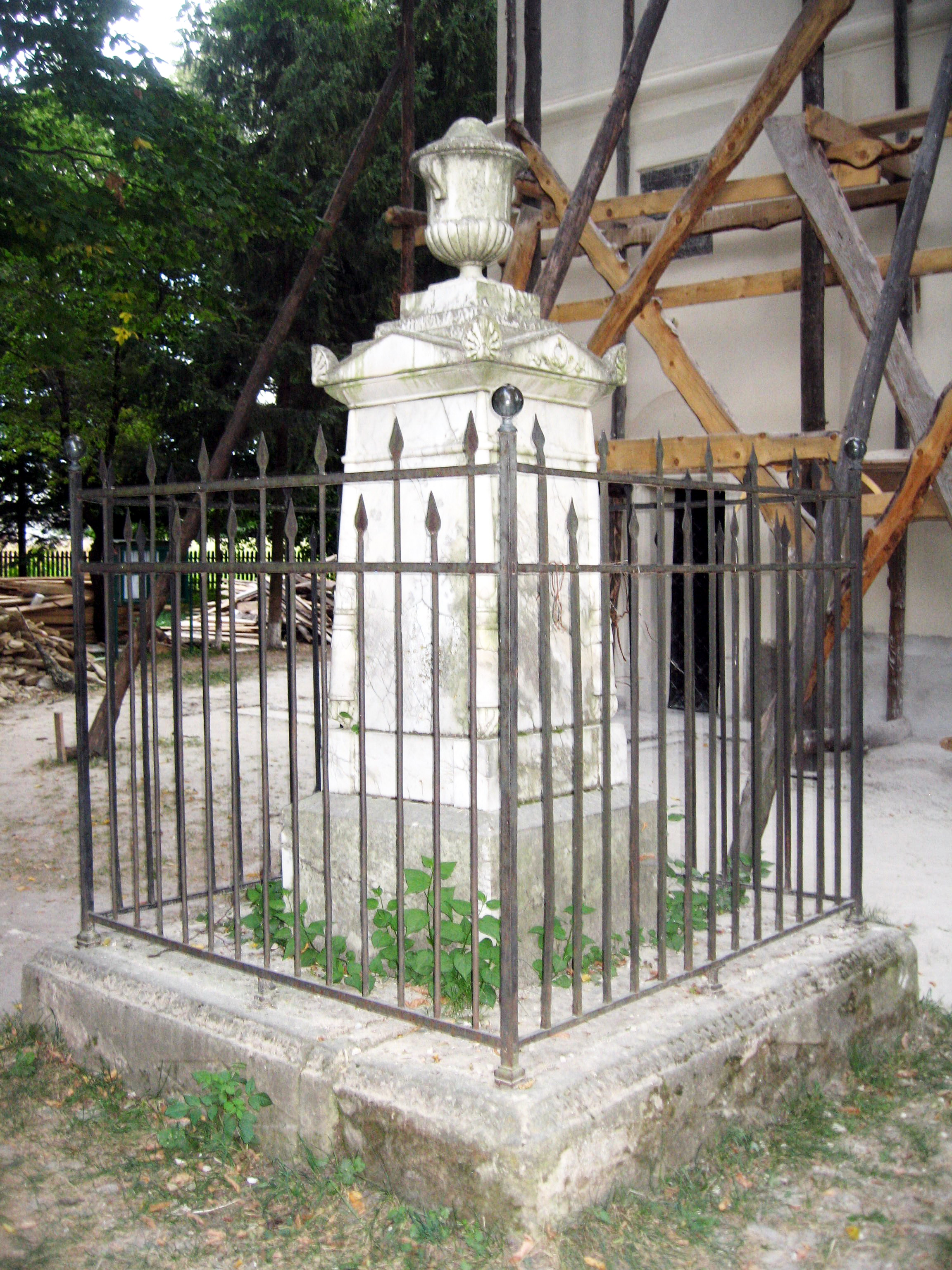
Monument de marmură în curtea bisericii
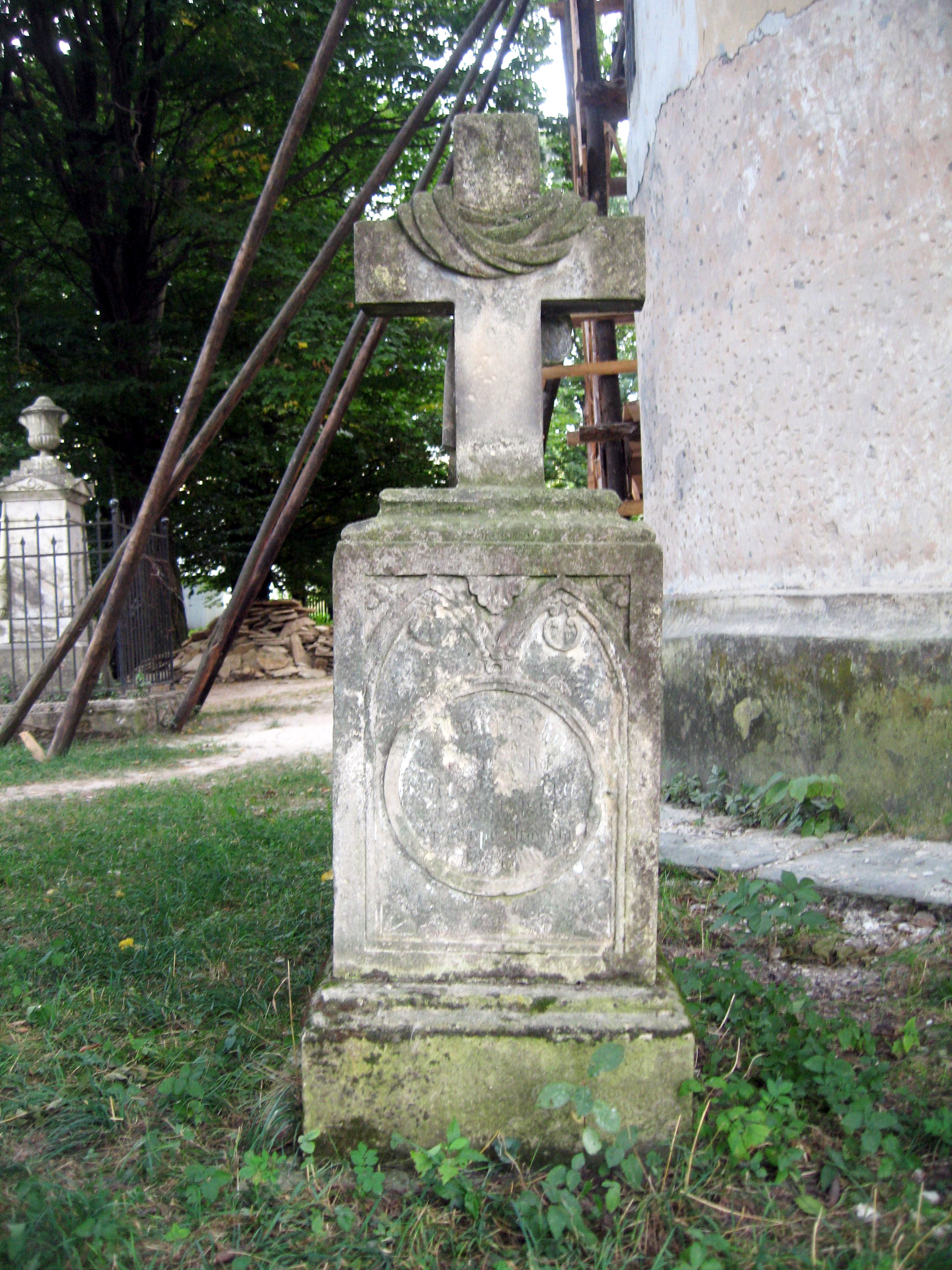
Cruce veche de mormânt